# アメリカン・パイパイパイ!完結編 俺たちの同騒会
『アメリカン・パイパイパイ!完結編 俺たちの同騒会』（原題: American Reunion／American Pie 4: Reunion／American Pie: Reunion）は、2012年のアメリカ合衆国の映画。
『アメリカン・パイ』シリーズの完結編である。映画シリーズとしては4作目、フランチャイズで製作されたスピンオフシリーズを含めると8作目となる。

## あらすじ
童貞喪失を目指して大騒ぎした、イースト・グレート・フォール高校の1999年卒業生たち。その同窓会が行われることを親友ケヴィン（トーマス・イアン・ニコラス）から知らされ、ジム（ジェイソン・ビッグス）と同級生だった妻ミシェル（アリソン・ハニガン）は幼い息子を連れて帰ってくる。クリス（クリス・クライン）やフィンチ（エディ・ケイ・トーマス）ら、昔の仲間と再会してハメを外すジム。その翌朝、彼はキッチンの床で下半身をさらけ出したままで目を覚ますが、前夜の記憶がまったくないことに愕然とする。

## キャスト
役名、俳優名、日本語吹き替え声優名。
- ジム・レヴェンスタイン：ジェイソン・ビッグス（成田剣）
- ミシェル・レヴェンスタイン：アリソン・ハニガン（本美奈子）
- クリス・“オズ”・オストライカー：クリス・クライン（室園丈裕）
- ケビン・マイヤーズ：トーマス・イアン・ニコラス（阪口大助）
- ヴィクトリア・“ヴィッキー”・ラトゥム：タラ・リード（石塚理恵）
- スティーヴ・スティフラー：ショーン・ウィリアム・スコット（高木渉）
- ヘザー：ミーナ・スヴァーリ（小島幸子）
- ポール・フィンチ：エディ・ケイ・トーマス（杉山大）
- スティフラーのママ：ジェニファー・クーリッジ
- ノア・レヴェンスタイン(ジムのパパ)：ユージン・レヴィ（星野充昭）
- ジョン：ジョン・チョー（坪井智浩）
- ジェシカ：ナターシャ・リオン
- セリーナ：ダニア・ラミレス
- ミア：カトリーナ・ボウデン
- ロン：ジェイ・ハリントン
- カーラ：アリ・コブリン
- AJ：チャック・ヒッティンガー
- ナディア：シャノン・エリザベス
- チャック・シャーマン：クリス・オーウェン（浜田賢二）
- ジャスティン・イスフェルド
- シャーリーン・アモイア
- ダレイソン：ヴィク・サヘイ（桜塚やっくん）
- セレブダンス司会者：ニール・パトリック・ハリス
- レイチェル・フィンチ(フィンチのママ)：レベッカ・デモーネイ

日本語吹替その他：加藤沙織、幸田直子、慶長佑香、合田絵利、乃神亜衣子、後藤ヒロキ、村井かずさ、水野ゆふ、木島隆一
日本語版制作スタッフ　演出：乃坂守蔵、翻訳：徐賀世子、制作：ACクリエイト

## シリーズ
- 第1作 『アメリカン・パイ』 American Pie (1999)
- 第2作『アメリカン・サマー・ストーリー』 American Pie 2 (2001)
- 第3作 『アメリカン・パイ3:ウェディング大作戦』 American Wedding (2003)
- 第4作 『アメリカン・パイ in バンド合宿』 American Pie Presents Band Camp (2005) ※ビデオムービー
- 第5作 『アメリカン・パイ in ハレンチ・マラソン大会』 American Pie 5: The Naked Mile (2007) ※ビデオムービー
- 第6作 『アメリカン・パイ in ハレンチ課外授業』American Pie Presents: Beta House(2007)
- 第7作 『アメリカン・パイ in ハレンチ教科書』American Pie Presents: The Book Of Love(2009)